# NGC 2449
NGC 2449 је спирална галаксија у сазвежђу Близанци која се налази на NGC листи објеката дубоког неба.
Деклинација објекта је + 26° 55' 50" а ректасцензија 7h 47m 20,4s. Привидна величина (магнитуда) објекта NGC 2449 износи 13,5 а фотографска магнитуда 14,3. NGC 2449 је још познат и под ознакама UGC 4026, MCG 5-19-7, CGCG 148-20, PGC 21802.